# Esteban Caamaño Bernal
Esteban Caamaño Bernal (Puerto de Santa María, província de Cadis, 25 de desembre de 1925 - 19 de juny de 2006) fou un polític i sindicalista andalús. Pertanyia a una família obrera.

## Biografia
Va començar a treballar a l'Empresa Terry de Puerto de Santa María amb només 14 anys. Va contactar amb les Germandats Obreres d'Acció Catòlica (HOAC) i després d'una estada a Astúries va iniciar les seves activitats sindicals de manera clandestina el 1958, participant en la creació de centrals i seccions sindicals clandestines. Seguint les directrius del moviment sindical clandestí, va ocupar càrrecs electius en el Sindicat Vertical franquista en l'àmbit d'empresa, provincial i nacional, en la branca de producció vinícola, però fou destituït per defensar la democràcia sindical. Va exercir els càrrecs de representació. Va ser represaliat i empresonat nou vegades (l'última el 1974, i fou defensat per Felipe González) i processat pel Tribunal d'Ordre Públic unes altres dues (una d'elles el 1966 acusat de participar en la creació de l'USO, però en fou absolt). Li va ser retirat el passaport per evitar la seva presència en els organismes sindicals i polítics internacionals.
Durant la transició democràtica fou un dels promotors de la Unió Sindical Obrera, però posteriorment participà en el procés d'unificació amb la UGT, de la que n'ha estat vocal nacional del Sindicat d'Alimentació i president local del Sindicat de la Vinya. També ha estat membre de la Lliga per a la Defensa dels Drets Humans.
A les eleccions generals espanyoles de 1977 fou elegit diputat per la província de Cadis la coalició PSP-PSA, promoguda per Enrique Tierno Galván. Fou membre de la Comissió d'Unitat PSOE-PSP a Andalusia i fou escollit novament diputat a les eleccions generals espanyoles de 1979.
A les eleccions municipals de 1979 fou candidat a l'alcaldia de Puerto de Santa María pel PSOE i resultà escollit regidor gràcies a un pacte tripartit PSOE-PCE-PSA que facilità l'alcaldia al comunista Antonio Álvarez Herrera. A les eleccions generals espanyoles de 1982 fou escollit senador per la província de Cadis. Fou elegit diputat a les eleccions al Parlament Europeu de 1987.
Va ser distingit amb la Placa d'Or de la província en 2002, per la Diputació Provincial de Cadis. Va morir de leucèmia el 25 de desembre de 2006.